# مایک کلی

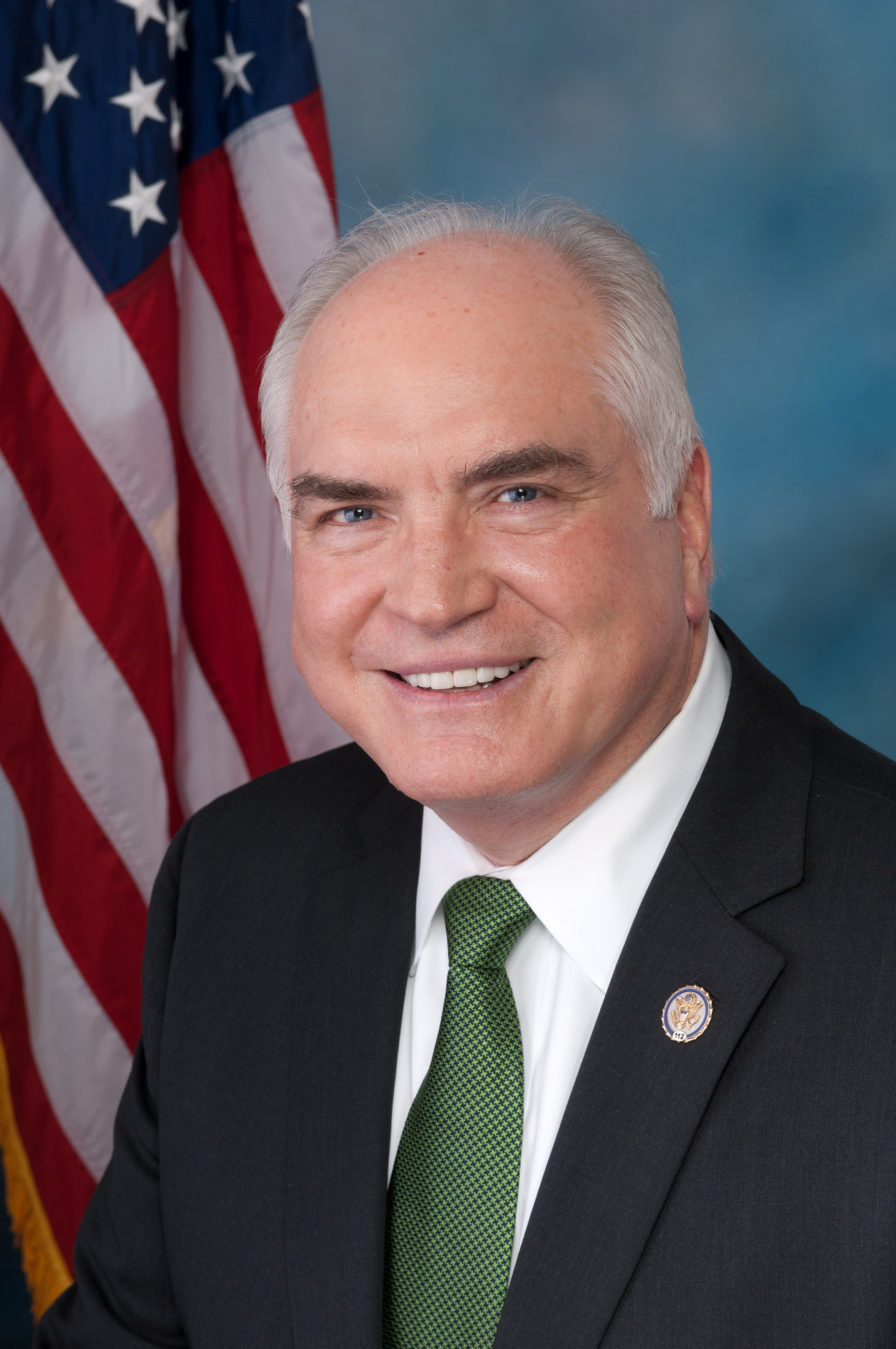
نگارهٔ مایک کلی، سیاست‌مدار آمریکایی - ۲۰۱۱

مایک کلی (به انگلیسی: Mike Kelly) نمایندهٔ حوزه انتخابیه سوم پنسیلوانیا از حزب جمهوری‌خواه ایالات متحده آمریکا در مجلس نمایندگان ایالات متحده آمریکا است که برای نخستین‌بار در ۴۲ ژانویه ۲۰۱۱ میلادی به‌عضویت این مجلس درآمد.